# Observation
En observation er en iagttagelse som bruges i blandt andet videnskabelig metode. En observation kan foretages med "det blotte øje" eller med instrumenter, for eksempel mikroskoper og røntgenapparater.
Forskellige erkendelsesteorier tillægger observationer forskellig betydning. Empirismen betragter observationer som "det givne", hvorimod andre erkendelsesteorier betragter observationer som et produkt af psykologiske og sociale forhold i den person, der foretager observationen. Der er også forskellige idealer om for eksampel en bestemt analytisk indstilling hos den, der observerer. I modsætning hertil betoner fænomenologien betydningen af en naturlig, dagligdags observation.

## Observationers teoriafhængighed
Fleck (1935/1979) er en vigtig bog om videnskabelig forskning baseret på forskning om syfilis. Den beskriver meget præcist hvordan forskere kan skelne eller er blinde overfor fænomener, baseret på deres træning. Observationer er således ikke "objektive" eller passive afspejlinger af virkeligheden. De er afhængige af forskerens viden om det fænomen, der observeres.